# Wojciech Kopciński

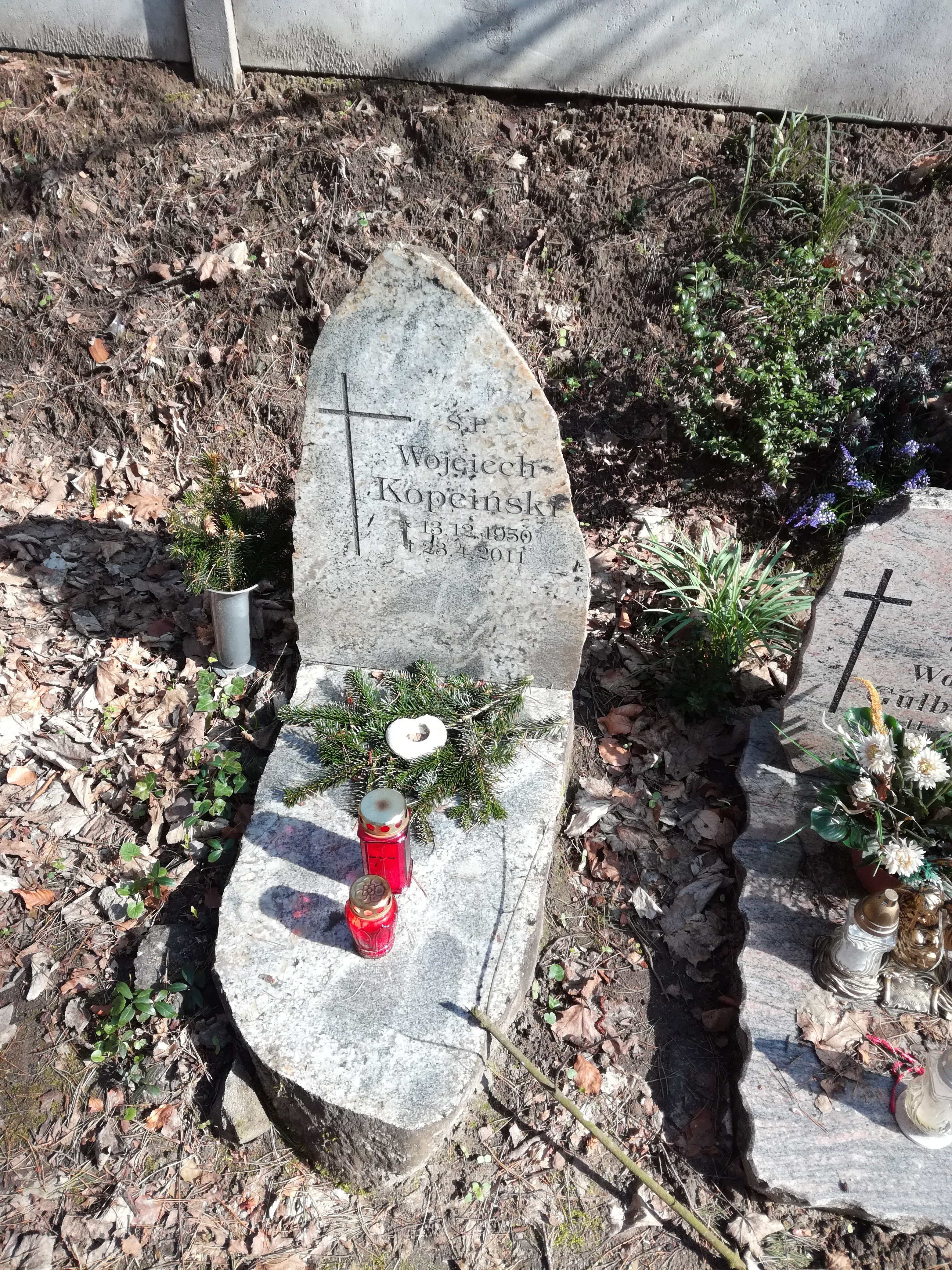
Grób Wojciecha Kopcińskiego na cmentarzu Srebrzysko w Gdańsku

Wojciech Kopciński (ur. 13 grudnia 1950 w Częstochowie, zm. 23 kwietnia 2011 w Gdańsku) – polski reżyser teatralny, pisarz, scenarzysta.
Ukończył studia na Wydziale Matematyczno-Przyrodniczym Wyższej Szkoły Nauczycielskiej w Częstochowie oraz Wydziału Reżyserii Państwowej Wyższej Szkoły Teatralnej w Krakowie.
W latach 1982 - 31 grudnia 1983 pełnił funkcję kierownika artystycznego Teatru im. Adama Mickiewicza w Częstochowie. Jest autorem spektakli w teatrach Krakowa, Częstochowy Bielska-Białej, Jeleniej Góry, i Słupska oraz adaptacji teatralnych i scenariuszy filmowych. Pochowany na Cmentarzu Srebrzysko w Gdańsku (rejon V, polana VII, rząd 1).

## Ważniejsze reżyserie teatralne
- Samuel Beckett Ostatnia taśma Krappa, Scena PWST w Krakowie, 26.03.1979; scenografia Marian Panek.
- Sofokles Edyp królem, Teatr im. Adama Mickiewicza w Częstochowie, 19.10.1979; scenografia Marian Panek.
- Kazimierz Brandys Bardzo starzy oboje, Teatr im. Adama Mickiewicza w Częstochowie, 02.10.1982; scenografia Marian Panek, realizacja hiperrealistycznych dekoracji Tadeusz Grzegorczyk.
- Michał Markowski Prywatne życie Piotrusia Pana, Teatr im. Adama Mickiewicza w Częstochowie, 12.11.1982; scenografia Piotr Obracaj, muzyka Władysław I. Kowalski, muzyczna aranżacja i wykonanie Andrzej Saks-gitara.
- Fiodor Dostojewski Zbrodnia i kara, Teatr im. Adama Mickiewicza w Częstochowie, 13.02.1983; adaptacja Stanisław Czaderski, Wojciech Kopciński, scenografia Wojciech Krakowski, opracowanie muzyczne Bogdan Dominik.
- Karol Wojtyła Hiob, Teatr im. Adama Mickiewicza w Częstochowie, 11.06.1983; scenografia Ryszard Melliwa, muzyka Grzegorz Białczyk, plastyka ruchu Jakub Chrzanowski.
- Stefan kardynał Wyszyński Zapiski więzienne, Aula Jana Pawła II na Jasnej Górze, 28.05.1985; adaptacja Jerzy Anioła, scenografia Marian Panek.
- Samuel Beckett Końcówka, Teatr Polski w Bielsku-Białej, 31.05.1985; scenografia Małgorzata Treutler.
- Wojciech Kopciński Życia nie szukaj, Słupski Teatr Dramatyczny w Słupsku, 30.11.1986; scenografia Wojciech Kopciński, muzyka: Marek Grechuta, Leszek Kułakowski, Jarosław Mądraszkiewicz, Zdzisław Pawiłojć, Jerzy Satanowski.
- Wojciech Jesionka Dies Irae, Scena Salezjańska w Krakowie, 02.11.1992; scenografia Wojciech Jesionka, współpraca scenograficzna Mariola Kuśnierczyk.
- Giovannino Guareschi Don Camillo, Scena Salezjańska w Krakowie, 04.10.1997; adaptacja i scenografia Wojciech Kopciński, opracowanie muzyczne Artur Stachowski.

W latach 80. wyemigrował do Niemiec. Od 1995 roku był zaangażowany w niemiecko-polską wymianę kulturalną, w ramach której zrealizował 30 projektów. W latach 1992–2001 pracował dla krakowskiej Sceny Salezjańskiej. Był pomysłodawcą i dyrektorem artystycznym I Międzynarodowego Festiwalu "Pasja 2000". Następnie jako reżyser współpracował ze Stowarzyszeniem Teatralnym Legion, którego był wiceprezesem i w którym wyreżyserował kilkanaście prapremier:
- Wspomnienie. Scenariusz: Bettina Arnold, Anna Łazuka-Witek, Wojciech Kopciński (prapremiera 5 czerwca 2004, Filharmonia w Częstochowie).
- Misterium Pasyjne Leiden Wojciech Kopciński. muzyka Andrew Lloyd Webber, scenografia Marian Panek, choreografia: Anna Deręgowska-Libicka, Joanna Tokarska (prapremiera 21 czerwca 2004, Katedra w Opolu).
- Erinnerungen. Scenariusz: Bettina Arnold, Anna Łazuka-Witek, Wojciech Kopciński (prapremiera 11 września 2004, Weismain/Niemcy).
- Anioł w knajpie Beata Obertyńska. Scenariusz Anna Łazuka-Witek, scenografia Marian Panek, choreografia: Marta Kula, Magdalena Owczarek, Izolda Pietrusiak, Elżbieta Rząca (prapremiera 12 lutego 2005, Zamek w Kórniku).
- Kreuzfeuer Wojciech Kopciński. Scenariusz Anna Łazuka-Witek (prapremiera 6 marca 2005, Targi Książki w Ried/Niemcy).
- Dar i zmaganie. Walka o Morskie oko. Hrabia Władysław Zamoyski i jego Górale. Scenariusz Anna Łazuka-Witek, scenografia Maian Panek (prapremiera 21 maja 2005, Zamek w Kórniku).
- Głos tułaczy. Proza Wojciech Kopciński, poezja Anna Łazuka-Witek. Scenariusz Anna Łazuka-Witek, scenografia Wojciech Kopciński (prapremiera 18 lutego 2006, Zamek w Kórniku).
- Zaczekaj scenariusz z poezji i tekstów Andrzeja Bursy, Ryszarda Milczewskiego-Bruno, Edwarda Stachury, Rafała Wojaczka w dramat ułożył Wojciech Kopcński, muzyka: Marek Grechuta, Małgorzata Maria Bach, Jarosław Mądraszkiewicz, Zdzisław Pawiłojć, Jerzy Satanowski, scenografia Wojciech Kopciński (prapremiera 26 sierpnia 2006, Zamek w Kórniku).
- Przebudzenie Włodzimierz Wysocki. Scenariusz Anna Łazuka-Witek, piosenki Jacek Kaczmarski, scenografia Marian Panek, choreografia Joanna Tokarska (prapremiera 25 sierpnia 2007, Zamek w Kórniku).
- Czarne kwiaty Cyprian Kamil Norwid. Scenariusz Anna Łazuka-Witek, muzyka: Fryderyk Chopin, Jacek Stabrawa (prapremiera 31 października 2007, Zamek w Kórniku).
- Klimaty polsko-niemiecki koncert gitarowo-wokalny. Scenariusz i reżyseria Wojciech Kopciński, Bettina Arnold - gitara i wokal, Andrzej Saks - mini recital gitarowy/ceedart.blogspot.com/ Prapremiera 25 maja 2008, Zamek w Kórniku).
- Klimaty II polsko-niemiecki koncert prezentujący Legionowe talenty, Scenariusz Wojciech Kopciński, choreografia Rusłan Curujew, Andrzej Saks - gitara, (prapremiera 17 sierpnia 2008, Zamek w Kórniku).
- Kabaret  Reżyseria Wojciech Kopciński, scenariusz Anna Łazuka-Witek, scenografia Marian Panek.
- Kto da więcej? Licytacja Zakopanego. Scenariusz Anna Łazuka-Witek, scenografia Marian Panek, muzyka Karol Szymanowski (prapremiera 10 maja 2009, Zamek w Kórniku).
- Labirynt według scenariuszy filmowych i książek Wojciecha Kopcińskiego "Azylant", "Brama", "Kreuzfeuer", "Der Nebel", wiersze Anna Łazuka-Witek, Henryk Cyganik "Podróż", Ewa Lippman "Skłonnym do uogólnień". Scenariusz Anna Łazuka-Witek, reżyseria i opracowanie tekstu Wojciech Kopciński, muzyka Leszek Furman, aranżacje Andrzej Młodkowski, kostiumy Julia Panek (prapremiera 22 sierpnia 2009, Zamek w Kórniku).
- Labirynt. Wyjazdy i powroty w rozmowie i piosence. Scenariusz młodzież kórnicka pod kierunkiem Anny Łazuki-Witek, reżyseria Wojciech Kopciński, piosenki: muzyka Leszek Furman, słowa Anna Łazuka-Witek, kostiumy Maria Gierczyńska, akompaniament Leszek Furman (prapremiera 31 lipca 2010, Zamek w Kórniku). W 2000 wydał pierwszą swoją książkę List-Dziennik (Abrys, Kraków 2000). W kolejnych latach jego książki ukazywały się w Niemczech:
- Kreuzfeuer (Medu-Verlag, Dreieich/Frankfurt nad Menem 2004, prezentacja na Międzynarodowych Targach Książki we Frankfurcie 2004),
- Der Nebel (Medu-Verlag, Dreieich/Frankfurt nad Menem 2007, prezentacja na Międzynarodowych Targach Książki na Tajwanie 2007),
- Lusnok (Medu-Verlag, Dreieich/Frankfurt nad Menem 2010, prezentacja na Międzynarodowych Targach w Lipsku 2010).